# 六本木駅
六本木駅（ろっぽんぎえき）は、東京都港区に所在する、東京地下鉄（東京メトロ）・東京都交通局（都営地下鉄）の駅。東京メトロの駅は六本木六丁目、都営地下鉄の駅は赤坂九丁目に位置する。
東京メトロの日比谷線と、都営地下鉄の大江戸線が乗り入れる。駅番号は日比谷線がH 04、大江戸線がE 23。
都営地下鉄の六本木駅ホームは地下7階、地表から約42メートルにあり、日本の地下鉄で最も深い。

## 歴史
- 1964年（昭和39年）3月25日：帝都高速度交通営団（営団地下鉄）日比谷線の霞ケ関駅 - 恵比寿駅間開通と同時に開業[3]。
- 1994年（平成6年）3月：日比谷線のコンコースおよびホームの拡幅等の駅改良工事に着手[4]。
- 2000年（平成12年）12月12日：都営地下鉄大江戸線（国立競技場駅 - 清澄白河駅 - 都庁前駅間）の全線開業により同線の駅が開業し、乗換駅となる。
- 2001年（平成13年）3月：日比谷線の駅改良工事が完成。総工費約39億7000万円[4]。
- 2004年（平成16年）4月1日：帝都高速度交通営団（営団地下鉄）民営化に伴い、日比谷線の駅は東京地下鉄（東京メトロ）に継承される[5]。
- 2007年（平成19年）3月18日：ICカード「PASMO」の利用が可能となる[6]。
- 2013年（平成25年）9月27日：都営大江戸線の利用者に対する日比谷線六本木駅の構内通過サービスを開始[7][注釈 1]。
- 2020年（令和2年）2月7日：日比谷線ホームに発車メロディを導入[8]（後述）。

## 駅構造

### 東京メトロ
相対式ホーム2面2線を有する地下駅。改札は地下1階、ホームは地下2階にある。大江戸線開業時に混雑が予想されたためコンコースとホームの拡幅を行った。
広尾駅との間に留置線があり、平日朝ラッシュ時に北千住駅方面から六本木駅終着となる列車が設定されている。当駅終着の列車は、乗客の降車終了後に中目黒駅方向に発車して留置線に入庫する（1本のみ中目黒駅へ回送され、折り返し北千住駅方面行き列車となる）。
西側改札前は周辺に真上にある六本木通りを跨ぐ施設がないため、六本木通り南北の往来に利用する人が多い。
当駅は、「霞ケ関駅務管区六本木地域」として近隣の駅を管理している。

#### のりば
| 番線 | 路線     | 行先               |
| ---- | -------- | ------------------ |
| 1    | 日比谷線 | 中目黒方面         |
| 2    | 日比谷線 | 北千住・南栗橋方面 |

（出典：東京メトロ:構内図）
- 座席指定列車「THライナー」は、当駅は相互直通運転する東武伊勢崎線久喜駅方面からの列車のみ設定され、乗降は座席指定券無しで可能[11][12]。

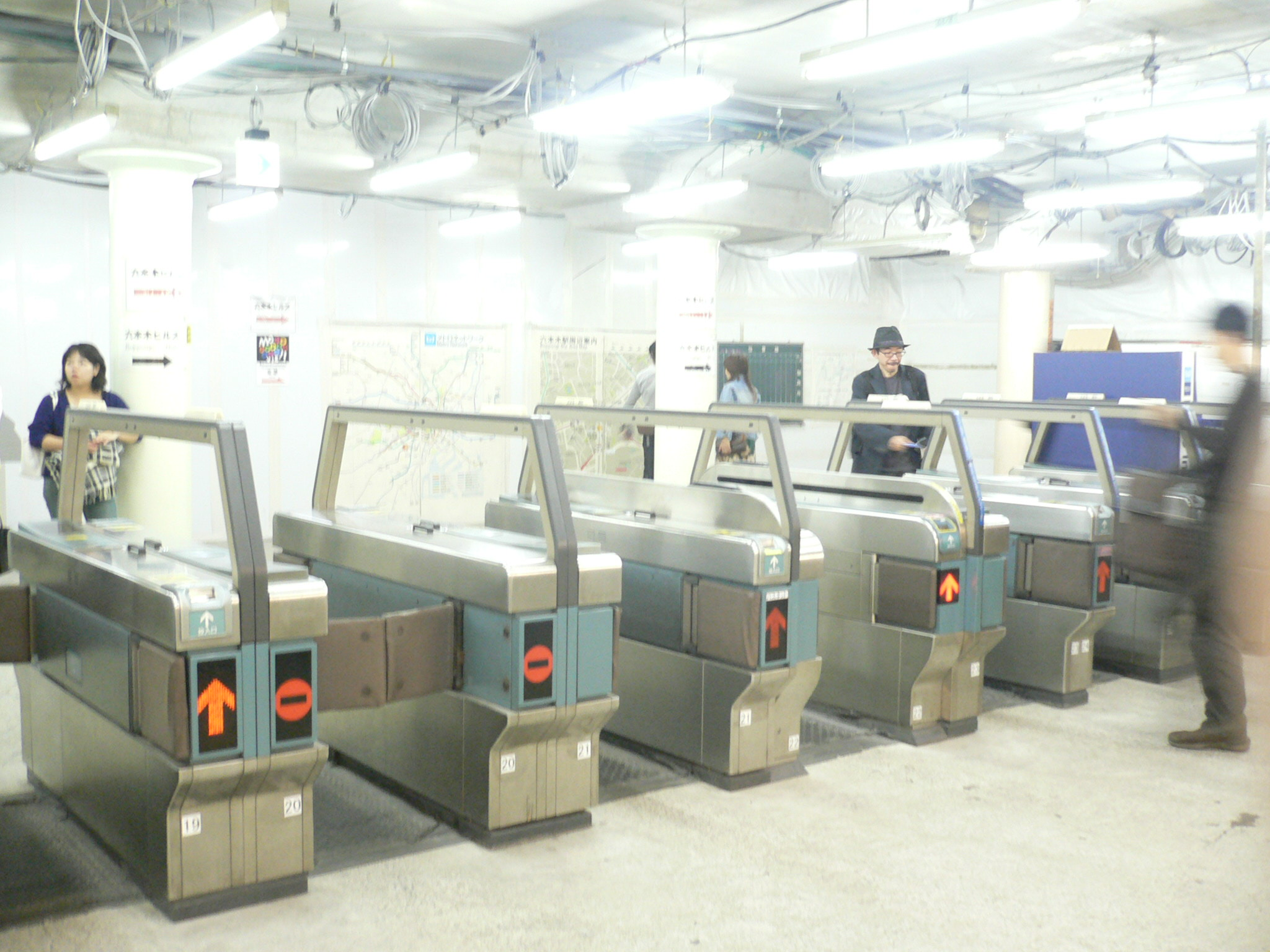
広尾方面改札（2005年10月）
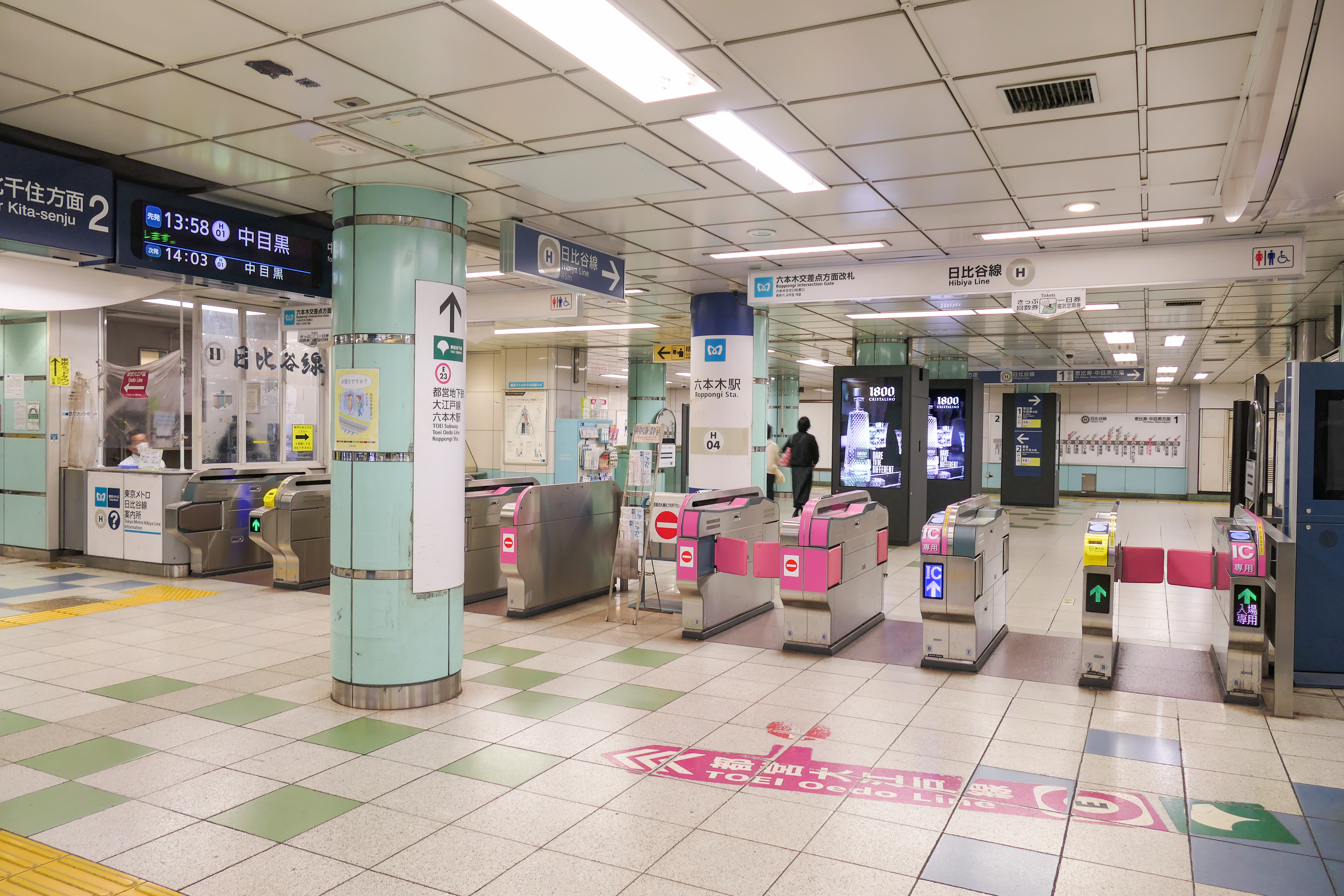
六本木交差点方面改札（2022年11月）
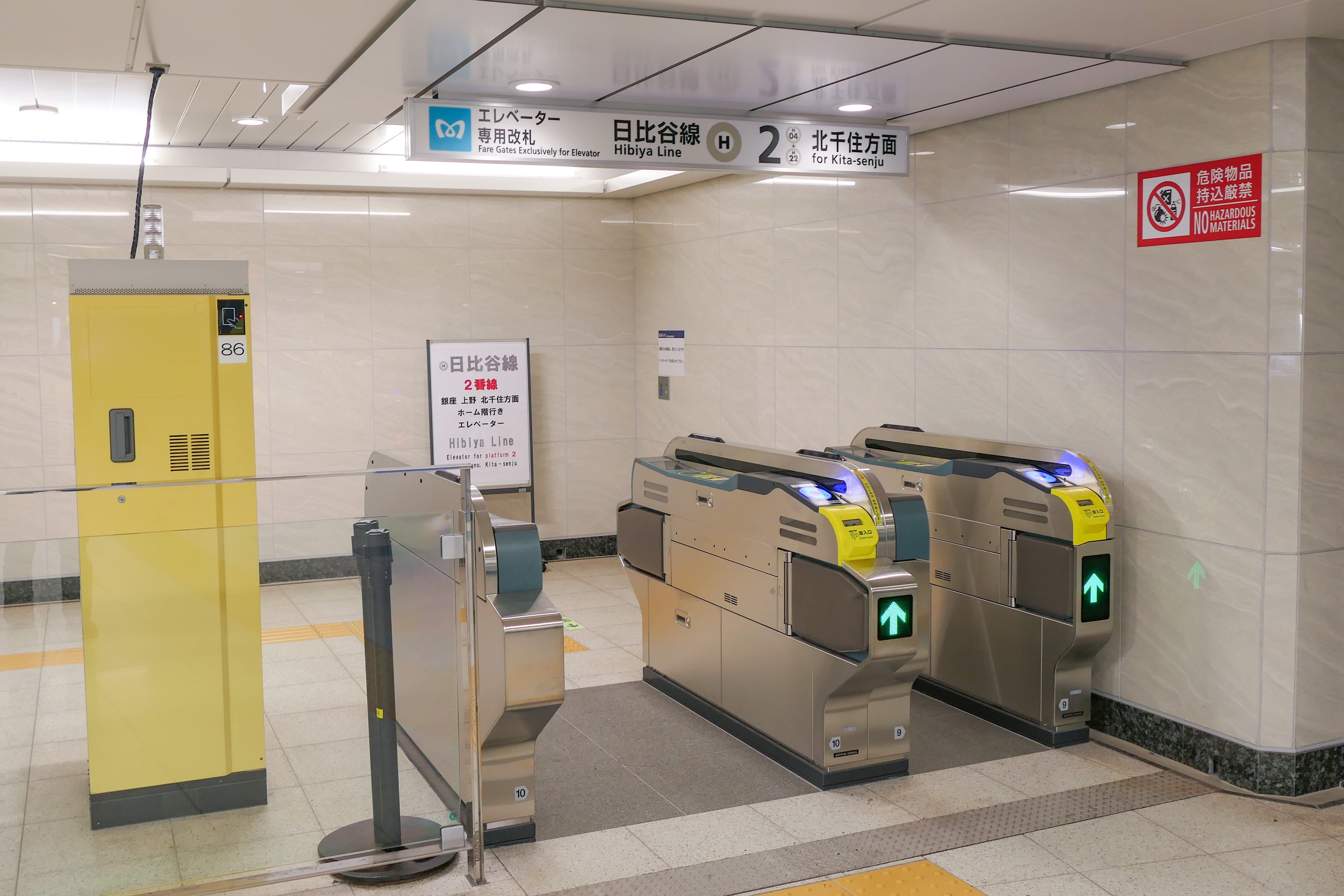
エレベーター専用改札（2022年11月）
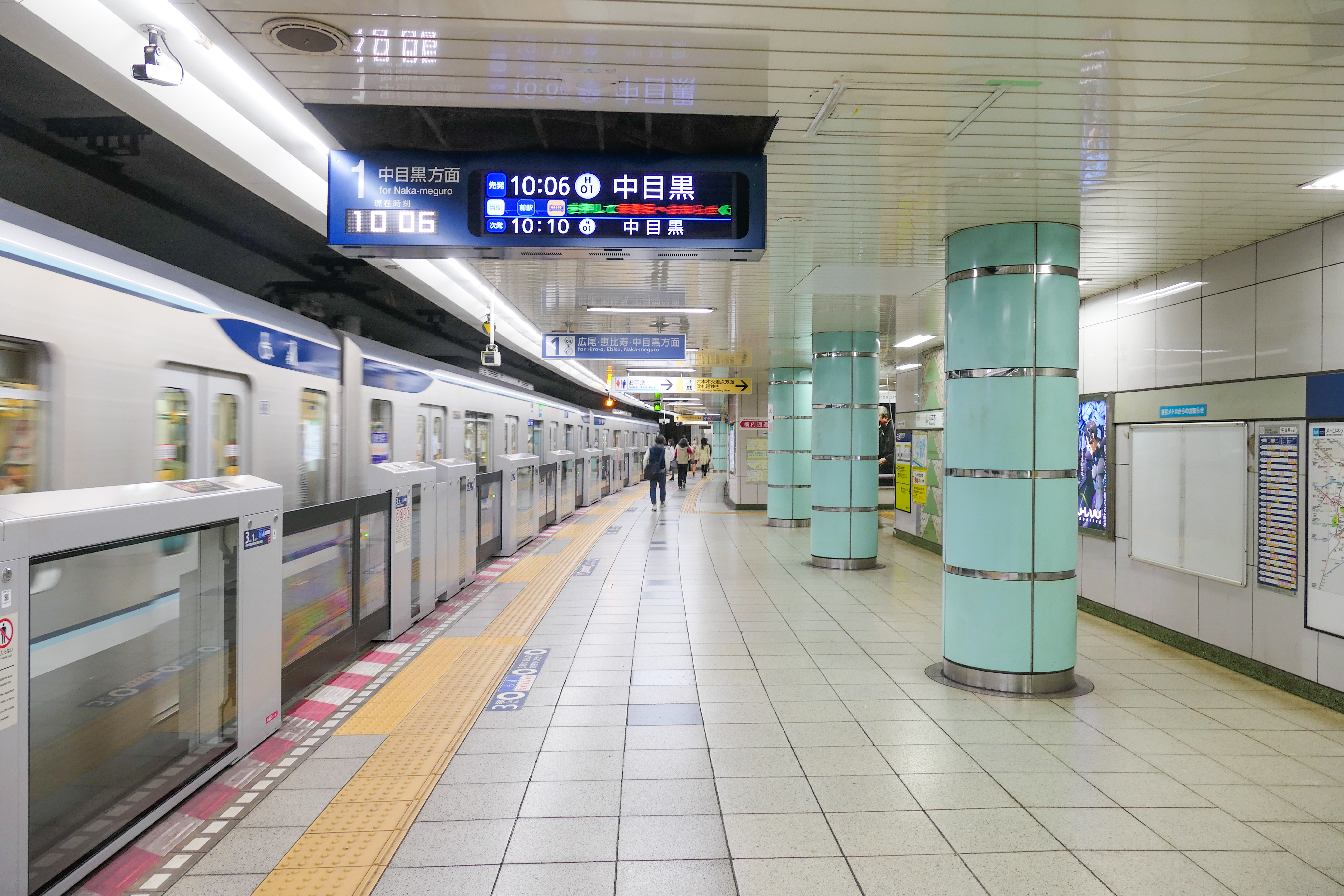
1番線ホーム（2022年11月）
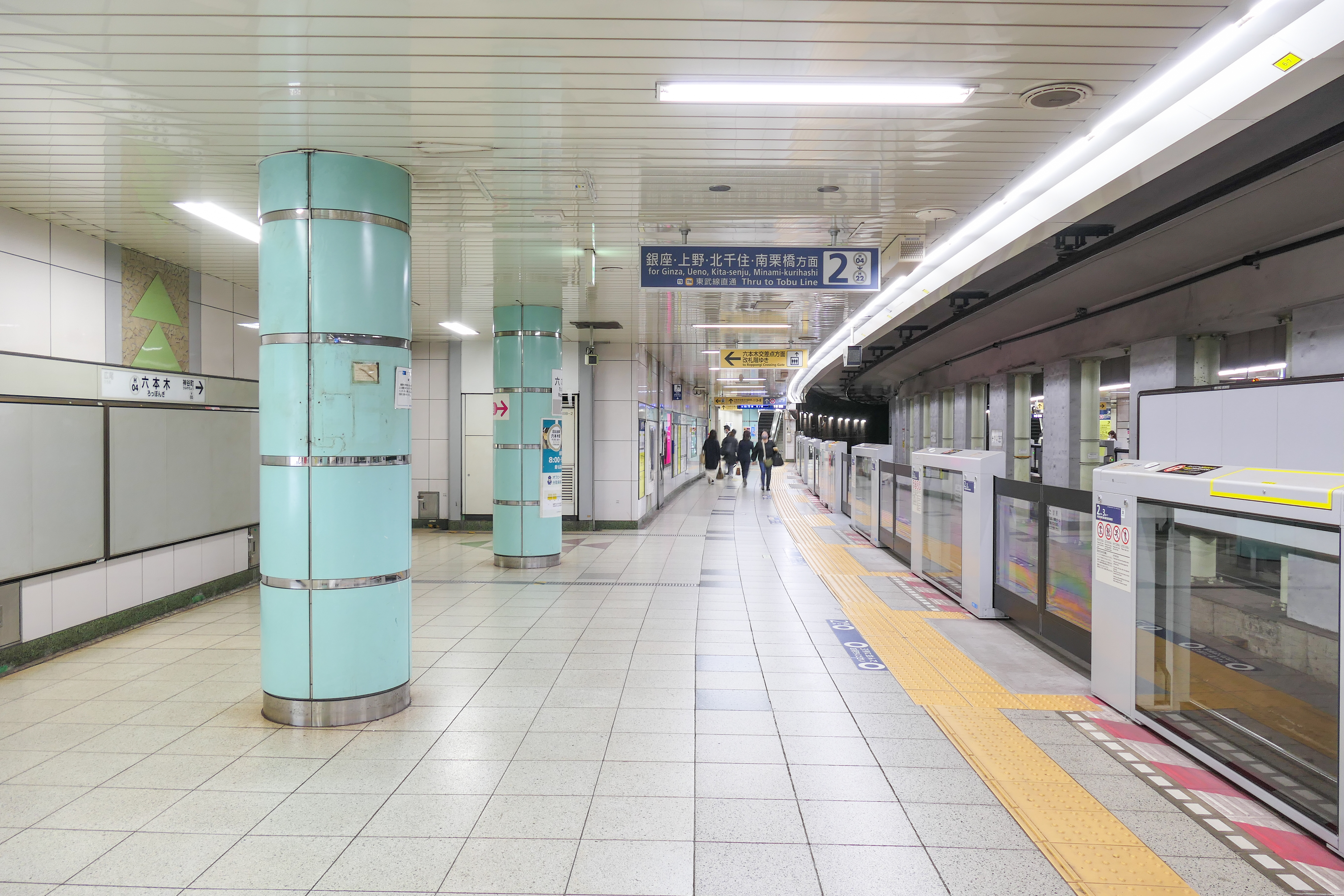
2番線ホーム（2022年11月）

#### 発車メロディ
2020年2月7日よりスイッチ制作の発車メロディ（発車サイン音）を使用している。
曲は1番線が「セレンディピティ」、2番線が「patio」（いずれも福嶋尚哉作曲）である。

#### 改札内設備
- 改札口は、広尾方の西麻布方面改札（1a - 1c・2出入口）、神谷町方の六本木交差点方面改札（3 - 8出入口・大江戸線乗り換え）が存在する。六本木交差点方面改札は、通常の改札口のほかにそれぞれのホームへのエレベーター専用改札口が設置されている。両コンコースを改札外で結ぶ地下通路は存在しない。
  - 西麻布方面改札では大江戸線利用者に限り、駅係員が乗車券を確認の上で駅構内通過証を発券し、六本木交差点方面改札まで構内（日比谷線ホーム）を通り抜けることができる[7][注釈 1]。このため、西麻布方面改札には都営線券売機が設置されている。
- トイレは1番線ホーム神谷町方と2番線ホーム広尾方にある。
- 各改札とホームを連絡するエスカレーターが設置されている。西麻布方面改札にはエレベーターも併設されている。
- 駅が曲線部に位置しており、ホームと列車の間に広い隙間が生じる箇所があるため、列車到着時には駅員がホーム中ほどに立って安全確認を行っており、その際ホームには踏切の警報音に似た警告音が流れる。

### 都営地下鉄
直営駅。単式ホーム1面1線が二層構造になった2面2線の地下駅である。改札は地下1階、ホームは地下5階（外回り）と地下7階（内回り）にある。
駅名標下部には「東京ミッドタウン前」のプレートが設置されており、到着時の車内広告放送でも「東京ミッドタウン前です」と案内されるが、副名称の扱いではない。
当駅は「4心円駅シールド工法」（H&Vシールド工法・Horizontal variation & Vertical variation）によって建設された。二層構造になった理由は、（六本木駅を北端とする）麻布方面の線形を考慮した結果である。そのため、下部の内回り（1番線）ホームは、日本の地下鉄の鉄道駅では最深となる地下42.3 mに立地している。上部の外回り（2番線）ホームは地下32.8 mである。東京都交通局の資料において、「駅の深さ」とは駅中心位置の地表からホーム面までの距離を示す。
5・6番出入口は東京都交通局が建設しており、裏側に管楽器の管の形状がデザインされている。
7番出入口も東京都交通局が建設して大江戸線専用となっていたが、2007年3月30日に東京ミッドタウンが開業した際に、日比谷線改札口と大江戸線改札口を連絡する地下自由通路と8番出口の新設により共用され、改築された。なお、東京ミッドタウン建設前は、7番出口の近くに公衆トイレが設置されていた。
1974年（昭和49年）の大江戸線免許申請時点では、西側の東京都道319号環状三号線の地下を通って日比谷線とは離れた六本木トンネル付近に大江戸線当駅を建設する計画であったが、小型地下鉄規格への見直し時に日比谷線と乗り換え駅とすることで乗客増加に繋がることから、外苑東通り地下を通る現在ルートに変更したものである。

#### のりば
| 番線 | 路線         | 行先               |
| ---- | ------------ | ------------------ |
| 1    | 都営大江戸線 | 大門・両国方面     |
| 2    | 都営大江戸線 | 都庁前・光が丘方面 |

（出典：都営地下鉄:駅構内図）

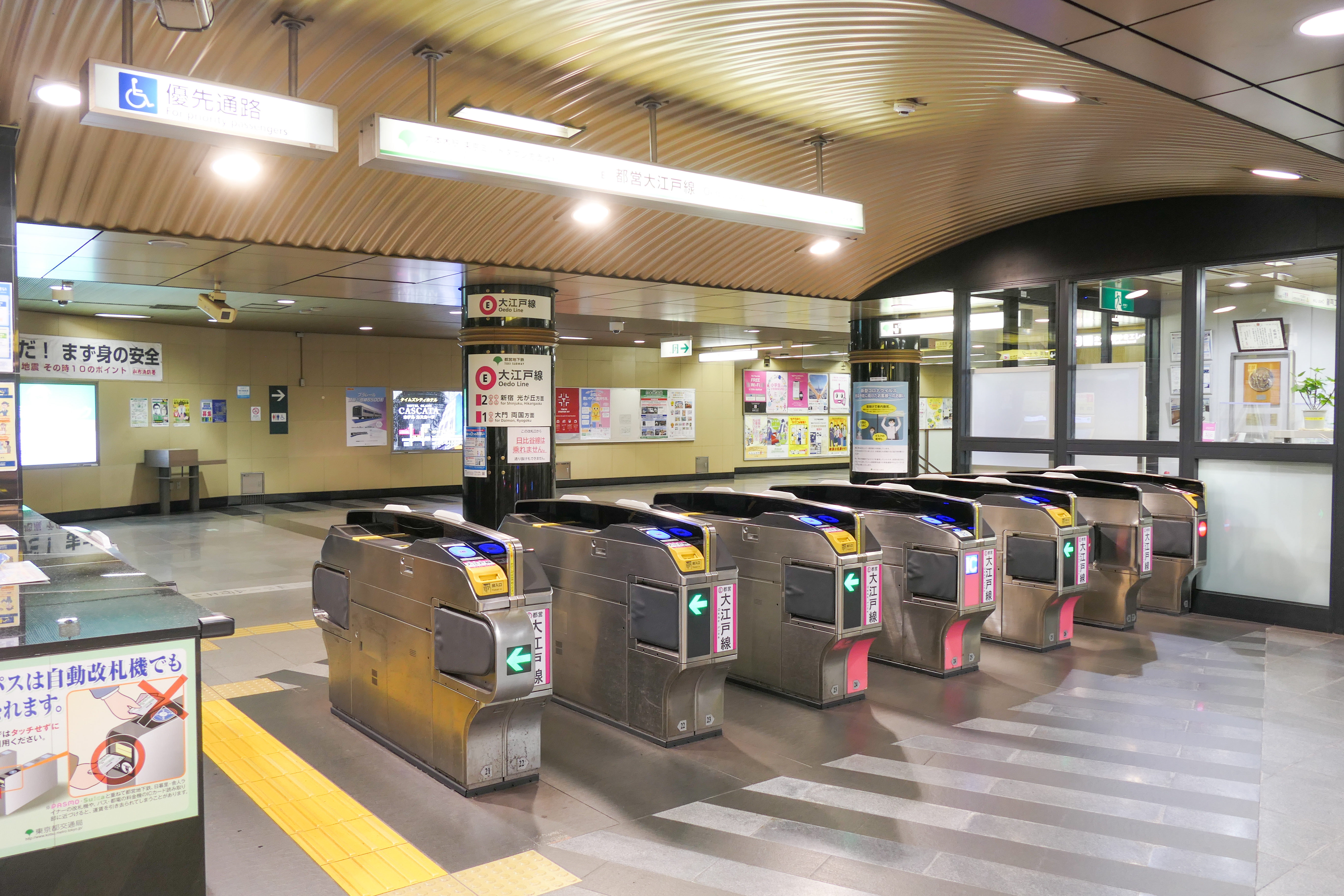
大江戸線改札口（2022年5月）
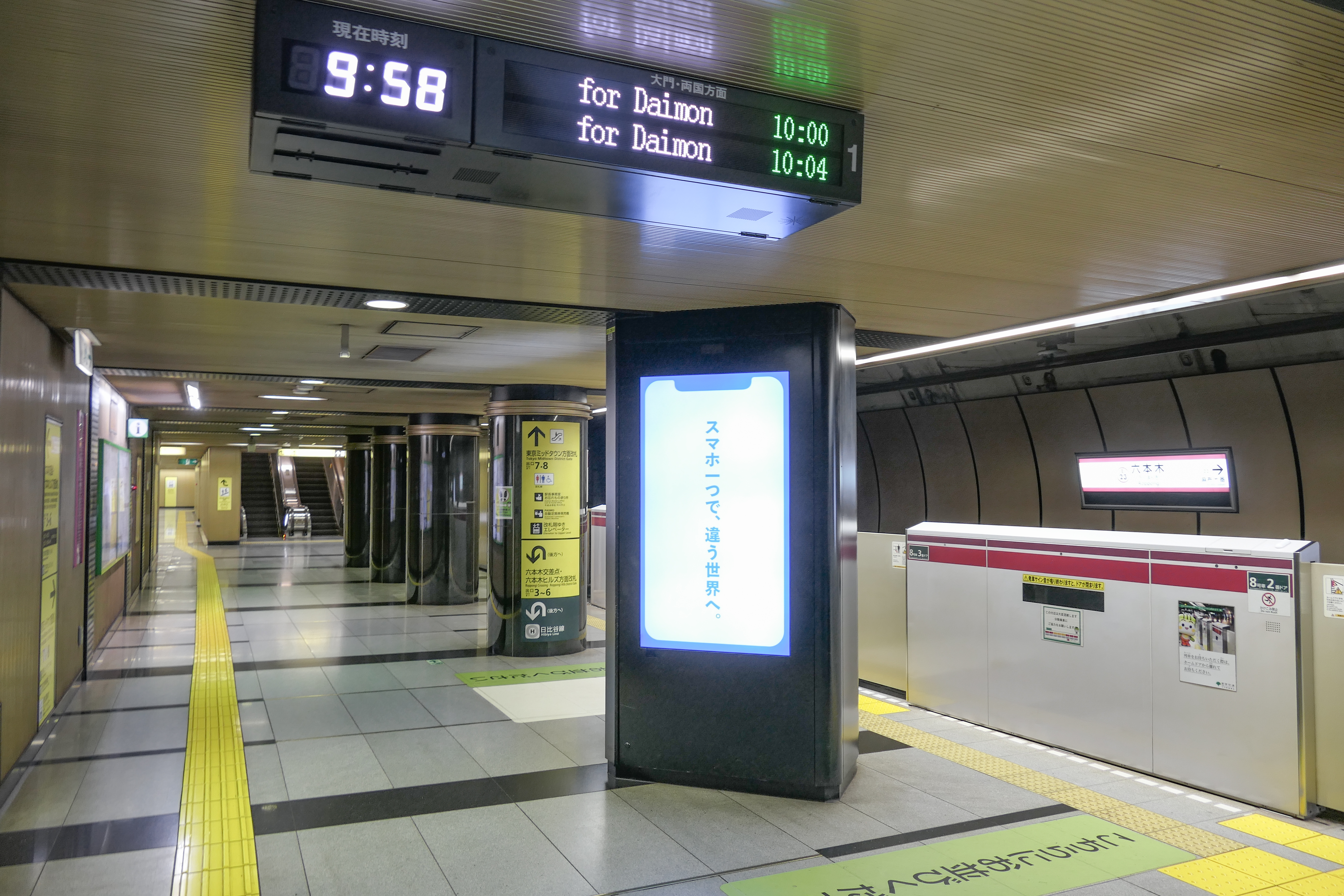
大江戸線1番線ホーム（2022年5月）
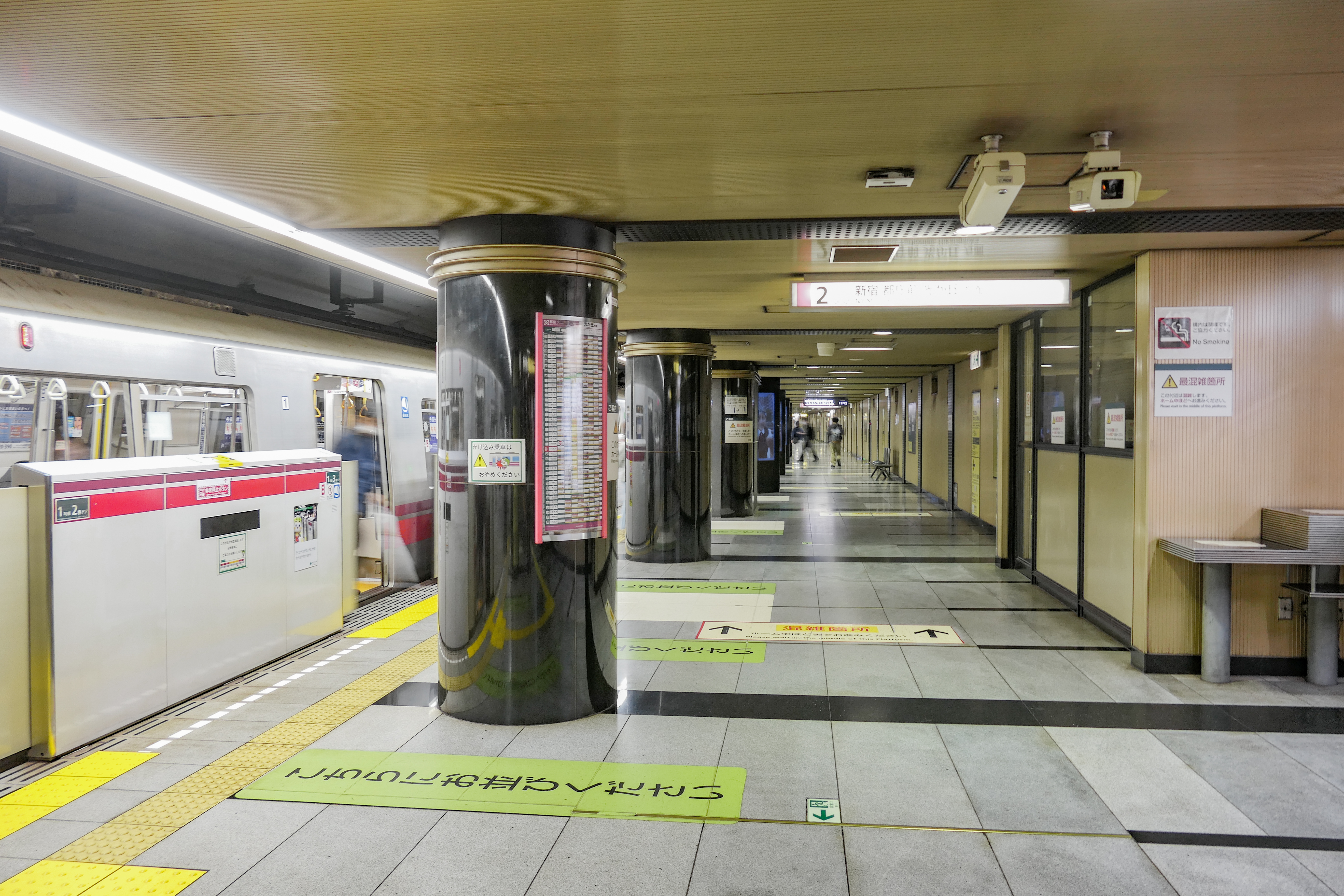
大江戸線2番線ホーム（2022年5月）

#### 改札内設備
- 改札口は麻布十番駅方の六本木交差点・六本木ヒルズ方面改札（3 - 6出入口・日比谷線乗り換え）、青山一丁目方の東京ミッドタウン方面改札（7・8出入口）の2か所ある。両コンコースは改札外にある東京ミッドタウン内の通路を介して行き来可能。
  - 日比谷線と異なり、都営大江戸線から六本木ヒルズへは通路が直結しておらず、地上を経由する必要がある[23][24]。ただし、六本木交差点・六本木ヒルズ方面改札内に駅構内通過証発券機が設置されており、通過証を利用することで日比谷線ホーム経由で西麻布方面改札（1c出入口から六本木ヒルズ直結）へ通り抜けられる[7][注釈 1]。
- トイレはそれぞれの改札付近にある。
- 両改札とホームを結ぶ通路は、いずれも地下4階で1番線ホーム方面（地下7階）と2番線ホーム方面（地下5階）に分岐する。
- エレベーターは東京ミッドタウン方面改札側にあり、1台が地下1階 - 地下5階を、もう1台が地下5階 - 地下7階を連絡している。
  - 2023年現在、大江戸線環状部開業時に一括導入されたコネ（フィンランド）製のエレベーターが残る唯一の駅となっている（保守点検は東芝エレベータが担当）。2022年12月にこのうちの1機が故障した際には、国外からの部品調達の目途が立たず大きく報道されたが[2]、翌2023年2月に全面復旧した[2]。
- ホーム間を移動する場合は、一旦地下4階に上がるか、東京ミッドタウン方面改札側にあるエレベーターまたは階段を利用することになる。

## 利用状況
- 東京メトロ - 2024年度の1日平均乗降人員は110,298人である[メトロ 1]。
東京メトロ全130駅の中では秋葉原駅に次ぐ第26位。
- 都営地下鉄 - 2023年度の1日平均乗降人員は79,608人（乗車人員：39,300人、降車人員：40,308人）である[都交 1]。
開業当初の乗車人員の見込みは、31,000人であった[25]。

### 年度別1日平均乗降人員
近年の1日平均乗降人員の推移は下表の通り。
| 年度               | 営団 / 東京メトロ | 営団 / 東京メトロ | 都営地下鉄       | 都営地下鉄 |
| 年度               | 1日平均 乗降人員  | 増加率            | 1日平均 乗降人員 | 増加率     |
| ------------------ | ----------------- | ----------------- | ---------------- | ---------- |
| 1999年（平成11年） | 108,007           |                   | 未開業           | 未開業     |
| 2000年（平成12年） | 96,520            | −10.6%            | 29,903           |            |
| 2001年（平成13年） | 80,020            | −17.1%            | 37,621           | 25.8%      |
| 2002年（平成14年） | 78,956            | −1.3%             | 43,535           | 15.7%      |
| 2003年（平成15年） | 101,211           | 28.2%             | 64,169           | 47.4%      |
| 2004年（平成16年） | 114,136           | 12.8%             | 66,961           | 4.4%       |
| 2005年（平成17年） | 114,503           | 0.3%              | 71,359           | 6.6%       |
| 2006年（平成18年） | 118,205           | 3.2%              | 76,038           | 6.6%       |
| 2007年（平成19年） | 130,664           | 10.5%             | 96,361           | 26.7%      |
| 2008年（平成20年） | 125,335           | −4.1%             | 93,334           | −3.1%      |
| 2009年（平成21年） | 120,060           | −4.2%             | 91,247           | −2.2%      |
| 2010年（平成22年） | 121,947           | 1.6%              | 92,411           | 1.3%       |
| 2011年（平成23年） | 118,083           | −3.2%             | 88,835           | −3.9%      |
| 2012年（平成24年） | 125,470           | 6.3%              | 96,404           | 8.5%       |
| 2013年（平成25年） | 130,190           | 3.8%              | 99,721           | 3.4%       |
| 2014年（平成26年） | 130,018           | −0.1%             | 100,590          | 0.9%       |
| 2015年（平成27年） | 132,935           | 2.2%              | 102,131          | 1.5%       |
| 2016年（平成28年） | 134,369           | 1.1%              | 100,916          | −1.2%      |
| 2017年（平成29年） | 134,902           | 0.4%              | 100,587          | −0.3%      |
| 2018年（平成30年） | 138,950           | 3.0%              | 103,793          | 3.2%       |
| 2019年（令和元年） | 133,164           | −4.2%             | 98,539           | −5.1%      |
| 2020年（令和02年） | 71,366            | −46.4%            | 53,553           | −45.7%     |
| 2021年（令和03年） | 78,691            | 10.3%             | 60,155           | 12.4%      |
| 2022年（令和04年） | 94,895            | 20.6%             | 70,822           | 17.7%      |
| 2023年（令和05年） | 105,196           | 10.9%             | 79,608           | 12.4%      |
| 2024年（令和06年） | 110,298           | 4.8%              |                  |            |

### 年度別1日平均乗車人員（1963年 - 2000年）
| 年度               | 営団   | 都営地下鉄 | 出典              |
| ------------------ | ------ | ---------- | ----------------- |
| 1963年（昭和38年） | 6,201  | 未 開 業   | [ 東京都統計 1 ]  |
| 1964年（昭和39年） | 10,414 | 未 開 業   | [ 東京都統計 2 ]  |
| 1965年（昭和40年） | 16,421 | 未 開 業   | [ 東京都統計 3 ]  |
| 1966年（昭和41年） | 17,936 | 未 開 業   | [ 東京都統計 4 ]  |
| 1967年（昭和42年） | 20,411 | 未 開 業   | [ 東京都統計 5 ]  |
| 1968年（昭和43年） | 23,257 | 未 開 業   | [ 東京都統計 6 ]  |
| 1969年（昭和44年） | 26,916 | 未 開 業   | [ 東京都統計 7 ]  |
| 1970年（昭和45年） | 30,430 | 未 開 業   | [ 東京都統計 8 ]  |
| 1971年（昭和46年） | 35,086 | 未 開 業   | [ 東京都統計 9 ]  |
| 1972年（昭和47年） | 39,252 | 未 開 業   | [ 東京都統計 10 ] |
| 1973年（昭和48年） | 39,647 | 未 開 業   | [ 東京都統計 11 ] |
| 1974年（昭和49年） | 43,186 | 未 開 業   | [ 東京都統計 12 ] |
| 1975年（昭和50年） | 44,440 | 未 開 業   | [ 東京都統計 13 ] |
| 1976年（昭和51年） | 46,315 | 未 開 業   | [ 東京都統計 14 ] |
| 1977年（昭和52年） | 48,195 | 未 開 業   | [ 東京都統計 15 ] |
| 1978年（昭和53年） | 47,441 | 未 開 業   | [ 東京都統計 16 ] |
| 1979年（昭和54年） | 48,104 | 未 開 業   | [ 東京都統計 17 ] |
| 1980年（昭和55年） | 49,808 | 未 開 業   | [ 東京都統計 18 ] |
| 1981年（昭和56年） | 53,175 | 未 開 業   | [ 東京都統計 19 ] |
| 1982年（昭和57年） | 54,986 | 未 開 業   | [ 東京都統計 20 ] |
| 1983年（昭和58年） | 56,639 | 未 開 業   | [ 東京都統計 21 ] |
| 1984年（昭和59年） | 60,134 | 未 開 業   | [ 東京都統計 22 ] |
| 1985年（昭和60年） | 61,479 | 未 開 業   | [ 東京都統計 23 ] |
| 1986年（昭和61年） | 62,597 | 未 開 業   | [ 東京都統計 24 ] |
| 1987年（昭和62年） | 62,579 | 未 開 業   | [ 東京都統計 25 ] |
| 1988年（昭和63年） | 62,819 | 未 開 業   | [ 東京都統計 26 ] |
| 1989年（平成元年） | 62,951 | 未 開 業   | [ 東京都統計 27 ] |
| 1990年（平成02年） | 62,526 | 未 開 業   | [ 東京都統計 28 ] |
| 1991年（平成03年） | 60,415 | 未 開 業   | [ 東京都統計 29 ] |
| 1992年（平成04年） | 58,192 | 未 開 業   | [ 東京都統計 30 ] |
| 1993年（平成05年） | 56,090 | 未 開 業   | [ 東京都統計 31 ] |
| 1994年（平成06年） | 55,836 | 未 開 業   | [ 東京都統計 32 ] |
| 1995年（平成07年） | 54,899 | 未 開 業   | [ 東京都統計 33 ] |
| 1996年（平成08年） | 54,318 | 未 開 業   | [ 東京都統計 34 ] |
| 1997年（平成09年） | 52,975 | 未 開 業   | [ 東京都統計 35 ] |
| 1998年（平成10年） | 52,416 | 未 開 業   | [ 東京都統計 36 ] |
| 1999年（平成11年） | 50,844 | 未 開 業   | [ 東京都統計 37 ] |
| 2000年（平成12年） | 43,866 | 15,744     | [ 東京都統計 38 ] |

### 年度別1日平均乗車人員（2001年以降）
近年の1日平均乗車人員の推移は下表のとおり。
| 年度               | 営団 / 東京メトロ | 都営地下鉄 | 出典              |
| ------------------ | ----------------- | ---------- | ----------------- |
| 2001年（平成13年） | 38,866            | 19,506     | [ 東京都統計 39 ] |
| 2002年（平成14年） | 39,167            | 22,810     | [ 東京都統計 40 ] |
| 2003年（平成15年） | 54,262            | 33,811     | [ 東京都統計 41 ] |
| 2004年（平成16年） | 54,132            | 34,699     | [ 東京都統計 42 ] |
| 2005年（平成17年） | 54,984            | 36,942     | [ 東京都統計 43 ] |
| 2006年（平成18年） | 56,956            | 39,419     | [ 東京都統計 44 ] |
| 2007年（平成19年） | 65,191            | 49,855     | [ 東京都統計 45 ] |
| 2008年（平成20年） | 61,414            | 47,164     | [ 東京都統計 46 ] |
| 2009年（平成21年） | 59,074            | 45,785     | [ 東京都統計 47 ] |
| 2010年（平成22年） | 60,219            | 46,492     | [ 東京都統計 48 ] |
| 2011年（平成23年） | 58,268            | 44,633     | [ 東京都統計 49 ] |
| 2012年（平成24年） | 61,926            | 48,101     | [ 東京都統計 50 ] |
| 2013年（平成25年） | 64,227            | 49,758     | [ 東京都統計 51 ] |
| 2014年（平成26年） | 64,260            | 50,211     | [ 東京都統計 52 ] |
| 2015年（平成27年） | 65,626            | 50,935     | [ 東京都統計 53 ] |
| 2016年（平成28年） | 66,364            | 50,318     | [ 東京都統計 54 ] |
| 2017年（平成29年） | 66,710            | 50,180     | [ 東京都統計 55 ] |
| 2018年（平成30年） | 68,789            | 51,730     | [ 東京都統計 56 ] |
| 2019年（令和元年） | 65,918            | 48,937     | [ 東京都統計 57 ] |
| 2020年（令和02年） |                   | 26,494     |                   |
| 2021年（令和03年） |                   | 29,692     |                   |
| 2022年（令和04年） |                   | 34,991     |                   |
| 2023年（令和05年） |                   | 39,300     |                   |

1. ↑  1964年3月25日開業。開業日から同年3月31日までの計7日間を集計したデータ。
2. ↑  2000年12月12日開業。開業日から翌年3月31日までの計110日間を集計したデータ。

## 駅周辺
- 麻布税務署
- 警視庁麻布警察署
- 東京消防庁麻布消防署
- 港区役所麻布地区総合支所
  - 港区麻布区民センター
  - みなと保健所 生活衛生センター
- 駐日タジキスタン大使館
- 駐日ガーナ大使館
- 駐日ラオス大使館
- 駐日ギリシャ大使館
- 駐日ウクライナ大使館
- 駐日ルーマニア大使館
- 駐日サンマリノ大使館
- 駐日中華人民共和国大使館
- 駐日リトアニア大使館
- 駐日シンガポール大使館
- 駐日シリア大使館
- 駐日フィリピン大使館
- 駐日パナマ大使館
- 氷川神社
- 政策研究大学院大学
- 東京都立六本木高等学校
- 港区立六本木中学校
- 東洋英和女学院
- 国立新美術館
- 心臓血管研究所付属病院
- 六本木駅前郵便局
- 西麻布郵便局
- 六本木ヒルズ
  - 六本木ヒルズ森タワー
    - 六本木ヒルズ郵便局
    - 森美術館
    - J-WAVE本社

  - テレビ朝日本社
  - TOHOシネマズ六本木ヒルズ
  - 六本木ヒルズアリーナ
  - グランドハイアット東京
  - 六本木ヒルズハリウッドビューティプラザ
    - ハリウッド化粧品本社
    - ハリウッド美容専門学校

  - 六本木ヒルズレジデンス
- 東京ミッドタウン - 8番出入口直結
  - ミッドタウン・タワー
    - ザ・リッツ・カールトン東京
    - 東京ミッドタウン郵便局

  - サントリー美術館
  - 檜町公園
- メトロシティ六本木 - 東京メトロ所有のテナントビル、4a出入口直結
- TRI-SEVEN ROPPONGI
  - バーニーズ・ニューヨーク六本木店
  - フィデリティ・インベストメンツ・ジャパン
- 住友不動産六本木グランドタワー
  - テレビ東京ホールディングス本社
  - テレビ東京本社
  - BSテレビ東京本社
- レム六本木
- アパホテル〈六本木駅前〉
- 相鉄フレッサイン東京六本木
- カンデオホテルズ東京六本木
- アマンド 六本木店
- メルセデス・ベンツ コネクション
- 俳優座劇場
- B ZONE（旧・ビーイング）本社
- 乃木坂駅（東京メトロ千代田線）
- 六本木一丁目駅（東京メトロ南北線）

## バス路線
六本木駅前（3・4番出入口付近）
- 都営バス
  - 都01(T01)：渋谷駅前行 / 新橋駅前行・溜池行・赤坂アークヒルズ行
  - 渋88：渋谷駅前行 / 新橋駅前行
  - 反96：六本木ヒルズ行 / 五反田駅行
- フジエクスプレス
  - 田町ルート：赤羽橋駅・三田駅・田町駅西口方面
  - 赤坂ルート：赤坂駅・赤坂見附駅・青山一丁目駅方面／六本木ヒルズ方面

六本木交差点北（4番出口付近）
- フジエクスプレス
  - 赤坂ルート：赤坂駅前・赤坂見附駅・青山一丁目駅前方面

六本木七丁目（7番出口付近）
- フジエクスプレス
  - 赤坂ルート：赤坂駅前・赤坂見附駅・青山一丁目駅前方面

六本木（7番出口付近）
- 西東京バス
  - 楽々エクスプレス：河辺駅北口行（拝島駅・熊川駅・牛浜駅入口・福生駅西口・羽村駅東口・小作駅東口経由）

## 隣の駅
東京地下鉄（東京メトロ）
 日比谷線（霞ケ関以西は全列車が各駅に停車）
広尾駅 (H 03) - 六本木駅 (H 04) - 神谷町駅 (H 05)
東京都交通局（都営地下鉄）
 都営大江戸線
麻布十番駅 (E 22) - 六本木駅 (E 23) - 青山一丁目駅 (E 24)